# Ornithogale des Pyrénées
Pour les articles homonymes, voir Asperge (homonymie).
Loncomelos pyrenaicum, Ornithogalum pyrenaicum
Espèce
Classification phylogénétique
Statut de conservation UICN

 LC  : Préoccupation mineure
L'Ornithogale des Pyrénées (Loncomelos pyrenaicum ou anc. Ornithogalum pyrenaicum,), appelé aussi Asperge des bois ou encore Aspergette, est une plante herbacée vivace de la famille des Liliacées selon la classification classique ou des Asparagacées selon la classification phylogénétique APG IV (2016). En 1988, elle a été transférée dans le genre Loncomelos.
Ses jeunes tiges sont comestibles d’où les noms « asperge des bois » ou « aspergette ».

## Nomenclature
L’espèce a été décrite la première fois sous le nom de Ornithogalum pyrenaicum par Linné en 1753 dans Species Plantarum. Editio quarta 1: 306.
En 1988, Joseph Ludwig Holub, l’a transféré dans le genre Loncomelos dans Folia Geobotanica et Phytotaxonomica 23: 413. Holub a justifié ce transfert par une réévaluation des caractéristiques morphologiques et anatomiques de l'espèce, notamment la structure de l'inflorescence : Ornithogalum pyrenaicum présente une inflorescence en grappe allongée, ce qui est plus typique des espèces du genre Loncomelos. Mais aussi par la morphologie des feuilles, et la structure des capsules, trilobée et déhiscentes.
Ce transfert n’est pas universellement accepté. Cependant, il est accepté par Plants of the World Online (POWO), géré par Kew Gardens, par World Flora Online (WFO) et l’Inventaire National du Patrimoine Naturel (INPN), mais n’est pas accepté par Euro+medPlantbase.

## Étymologie
Le nom de genre Ornithogalum vient du grec ορνιθος γαλα – ornithos gala (Dioscoride, 2.144) « lait d’oiseau », du grec ορνις génitif ορνιθος – ornis, ornithos, « d'oiseau » et γαλα, génitif γαλακτος – gala, galactos « lait ». Pour la blancheur de ses fleurs.
Le nom de genre Loncomelos est composé de deux étymons grecs λόγχ – linkhê, « lance, fer de lance », et μέλος melos, « membre, articulation ». Le filet des étamines est élargi et lancéolé.

## Synonymes
- Loncomelos pyrenaicum L.[7]
- Hyacinthus sulphureus Poir.
- Beryllis pyrenaica (L.) Salisb.
- Loncoxis sulfurea (Waldst. & Kit.)
- Ornithogalum flavescens Lam.

## Description
C'est une plante bulbeuse, aux feuilles linéaires qui disparaissent pratiquement à la floraison. Le bulbe ovoïde est blanchâtre, à tuniques membraneuses.
Les feuilles sont longues, étroites, linéaires, engainantes à la base, disposées en rosette basale (étalées) ; elles apparaissent au printemps et sont souvent fanées au moment de la floraison. Elles sont glabres, à nervure centrale marquée, et mesurent environ 5 à 15 mm de large.
En disparaissant, les feuilles laissent une hampe florale d'assez grande taille (30 à 60 cm), au sommet de laquelle, au départ, une cinquantaine de boutons floraux sont organisés en épi.
Au fur et à mesure de l'éclosion, qui commence par la base, chaque fleur en s'épanouissant développe un pétiole qui fait évoluer cet épi en grappe grêle.
Chaque fleur est blanc verdâtre à six pétales, six étamines et un style égalant les étamines.
Le fruit est une capsule ovoïde, à 3 sillons.

## Distribution, habitat
Selon POWO, l’aire de répartition naturelle de cette espèce s’étend de l’ouest de l’Europe centrale à la Méditerranée.
La plante est originaire d’Europe (Albanie Autriche Belgique Bulgarie Corse, Îles de la mer Égée orientale, France Grande-Bretagne Grèce Italie Portugal Roumanie Sardaigne Espagne Suisse ex-Yougoslavie) et hors d’Europe (Turquie, Ukraine Krym Libye Maroc Caucase du Nord). Elle a été introduite en Allemagne et Virginie-Occidentale (USA).
En France, on la rencontre dans les prairies, les talus, et les bois clairs, jusqu'à 1 000 m d'altitude, presque dans toute la France. Elle pousse sur substrats calcaires (mull calcique) à mésotrophes, bien drainant à atmosphère humide et ombre légère de chênaie,.

## Statuts de protection, menaces
L'espèce n'est pas encore évaluée à l'échelle mondiale et européenne par l'UICN. En France elle est classée comme non préoccupante. 
Toutefois localement l'espèce peut se raréfier : elle est considérée vulnérable (VU) en Alsace ; elle est en danger-critique (CR) en Haute Normandie.
Elle est ainsi protégée dans le Nord-Pas-de-Calais ainsi qu'en Alsace, Aquitaine, Haute-Normandie et Picardie. La cueillette, la récolte et le ramassage sont réglementés dans de nombreux départements français.
Elle est considérée comme menacée dans toute la Suisse .

## Confusions
Il ne faut pas confondre le Tamier commun, l'Asperge sauvage et l'Asperge des bois. Ce sont bien des espèces différentes, bien que les noms vernaculaires soient souvent source de confusion. Ainsi on retrouve régulièrement sur les étals des Asperges des bois et du Tamier commun sous le nom d’Asperge sauvage.

## Usages
Les jeunes pousses sont comestibles, d'où les noms « asperge des bois » ou « aspergette » qui lui sont donnés dans certaines régions.

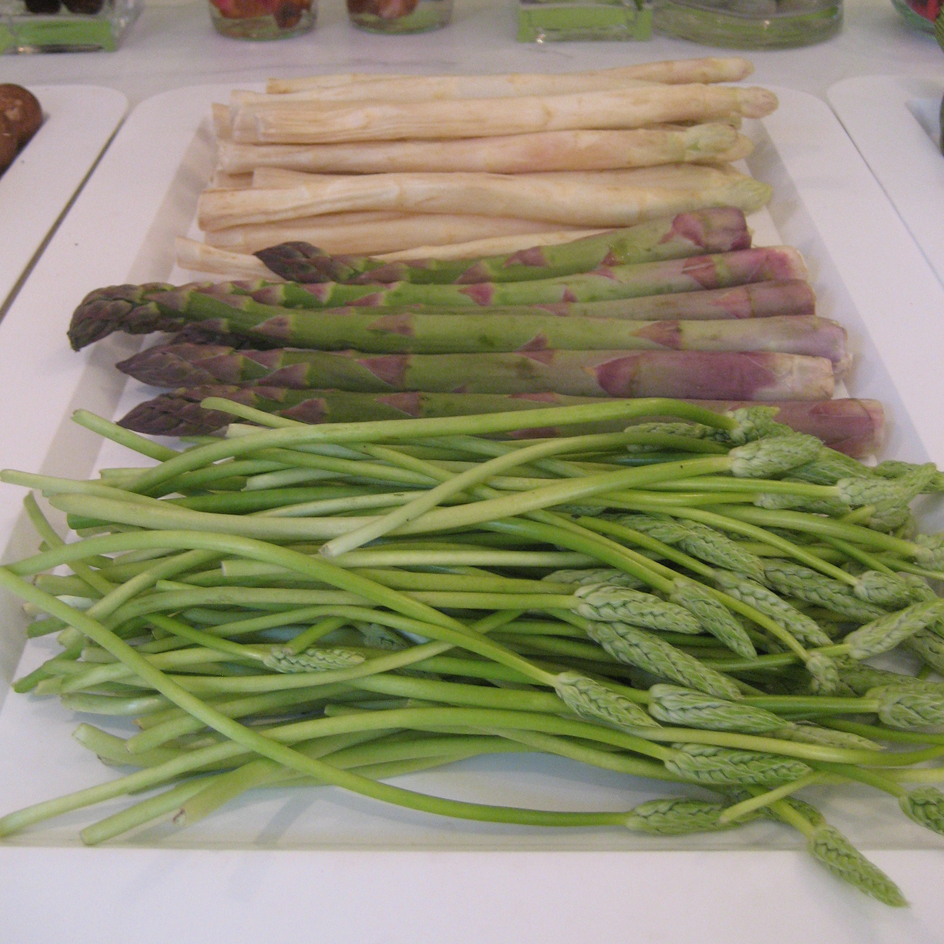
Asperges Asparagus officinalis, blanches et vertes, O. pyrenaicum
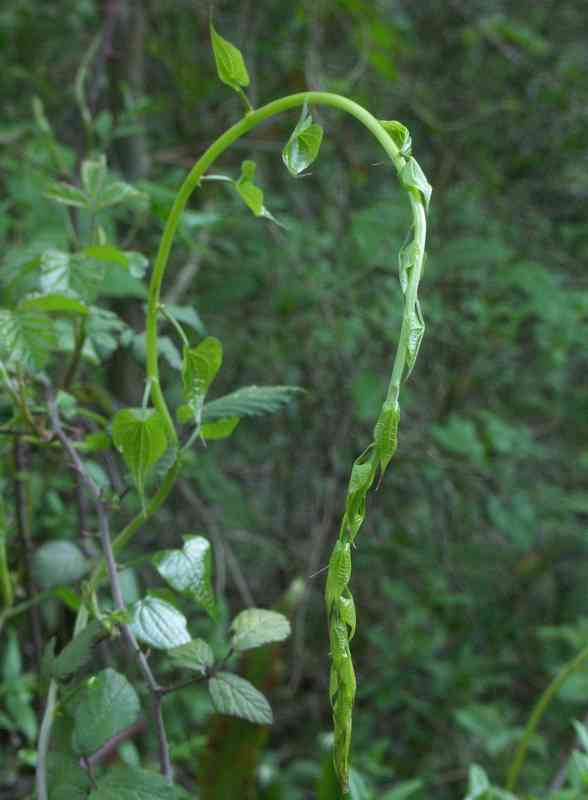
Jeune pousse de tamier appelée "reponchon"
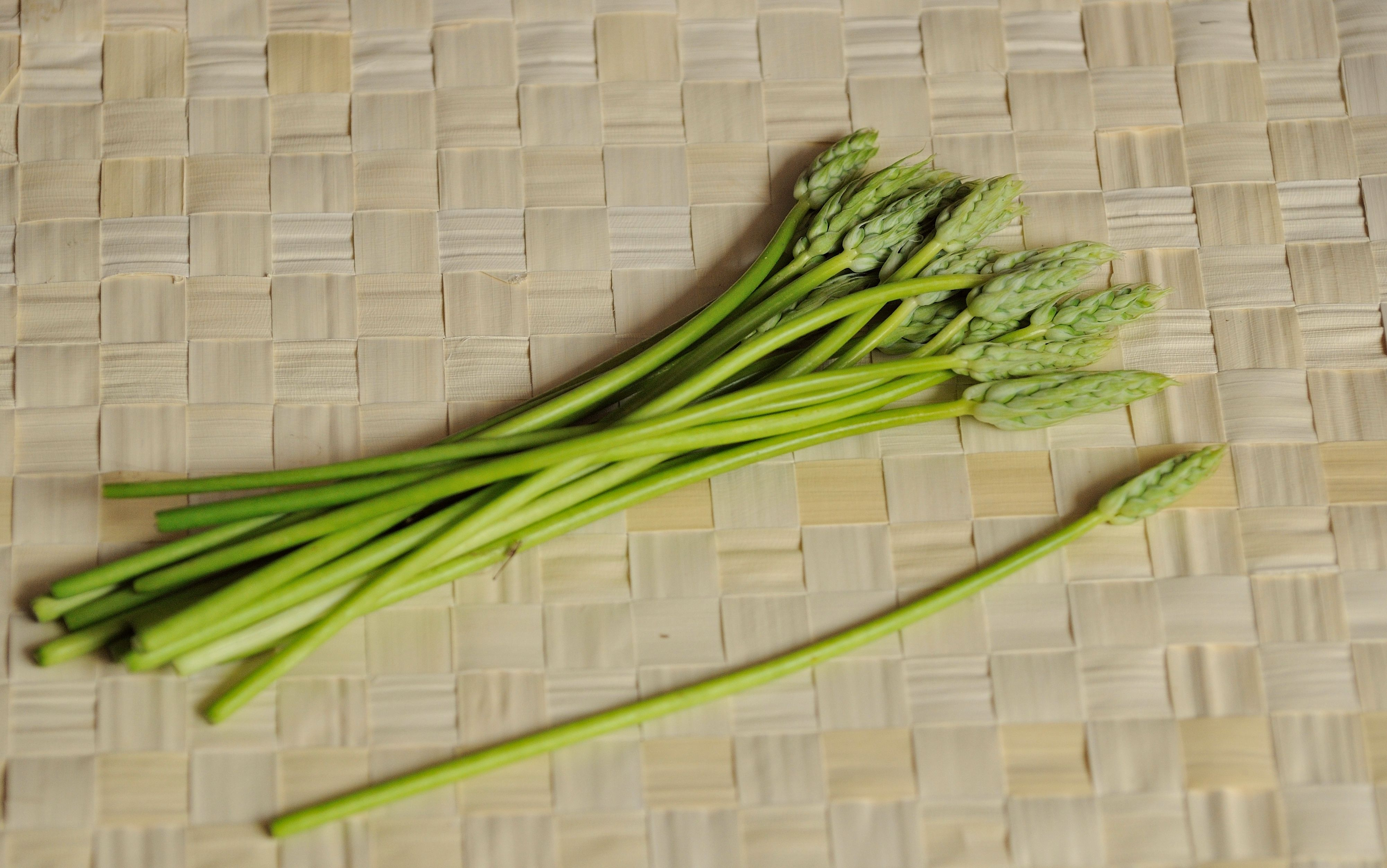
Asperges des bois prêtes à être cuisinées